# Cảnh quan văn hóa Lednice–Valtice
Phong cảnh văn hóa Lednice - Valtica tiếng Séc: Lednicko-valtický areál) là một tổ hợp văn hóa-tự nhiên rộng 283,09 km² ở Cộng hòa Séc, Vùng Nam Moravia, gần Břeclav và Mikulov. Nó được hình thành từ giữa thế kỷ 17 và thế kỷ 20. Tháng cảnh được tạo nên với vẻ đẹp của lâu đài Lednice, lâu đài Valtice và những vườn hoa sặc sỡ tạo thành một trong những vườn phong cảnh rộng lớn nhất châu Âu.
Năm 1996, Khu thắng cảnh Lednice–Valtice đã được UNESCO đưa vào danh sách di sản thế giới cạnh một địa điểm khác Khu bảo tồn cảnh quan Pálava vào năm 1996.
==Tham khảo==